# Ryskt kors

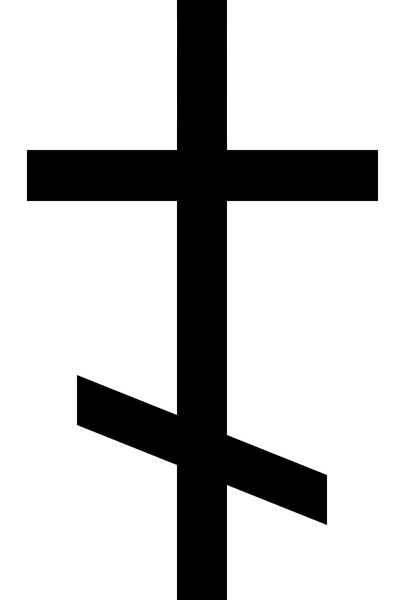
Ryskt kors utan den korta övre bjälken.

Ryskt kors (ryska: русский крест/russkij krest) kan avse det (rysk-)ortodoxa korset med tre tvärbjälkar, en kort vågrät överst, en lång vågrät och längst ner en diagonal, men kan också avse en variant av detta med bara två tvärbjälkar, utan den korta övre. Denna artikel behandlar den senare varianten med två tvärbjälkar.

## Historik
Vid konciliet i Moskva 1654 stödde Rysk-ortodoxa kyrkans dåvarande patriark Nikon ett förslag om att ersätta det åttauddiga ortodoxa korset (православный крест/pravoslavnyj krest) med tre tvärbjälkar med ett sexuddigt kors med två tvärbjälkar. Detta, tillsammans med andra beslut, ledde fram till schism (se raskol) som delade den Rysk-ortodoxa kyrkan.
På 1800-talet användes detta sexuddiga kors med två tvärbjälkar på guvernementet Chersons vapen i Kejsardömet Ryssland och kallades då "ryskt kors".

## Symbolik
Den lutande nedre tvärslån eller fotstödet på bägge varianterna av korsen symboliserar de två personer som enligt bibeln korsfästes samtidigt med Jesus. Den botfärdige Dismas (ej namngiven i bibeln) korsfästes på Jesu högra sida och välkomnades  av Jesus med orden "Sannerligen, redan i dag skall du vara med mig i paradiset", medan den obotfärdige smädaren Gestas (ej heller namngiven i bibeln) om än inte utsagt antas hamna i helvetet. Fotstödet kan ses som en balansvåg, där Dismas är på den lättare sidan som pekar uppåt mot himmelen, medan Gestas är på den tunga sidan som pekar neråt.

## Galleri

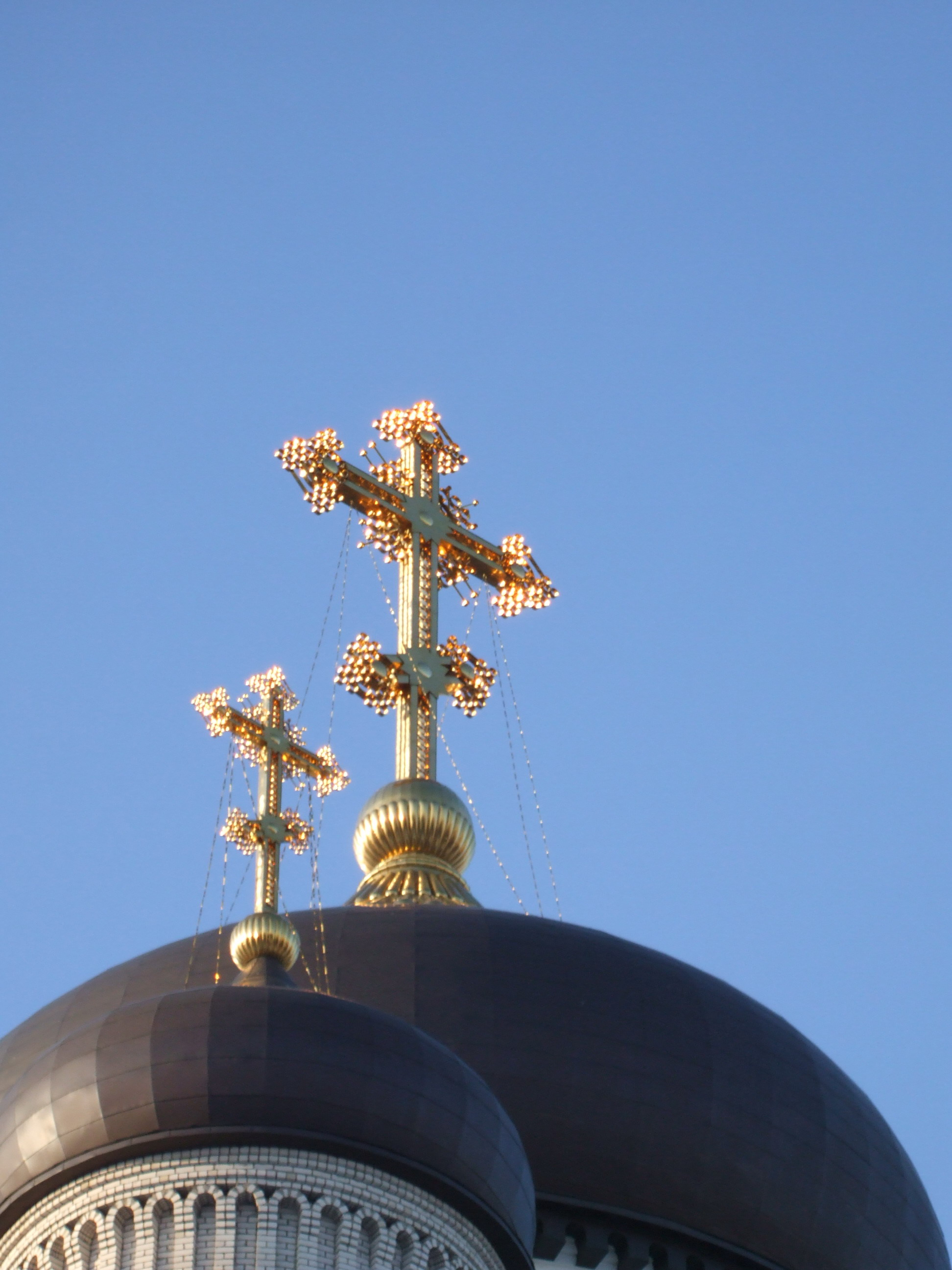
Ryska kors på Bebådelsekatedralen i Voronezj.
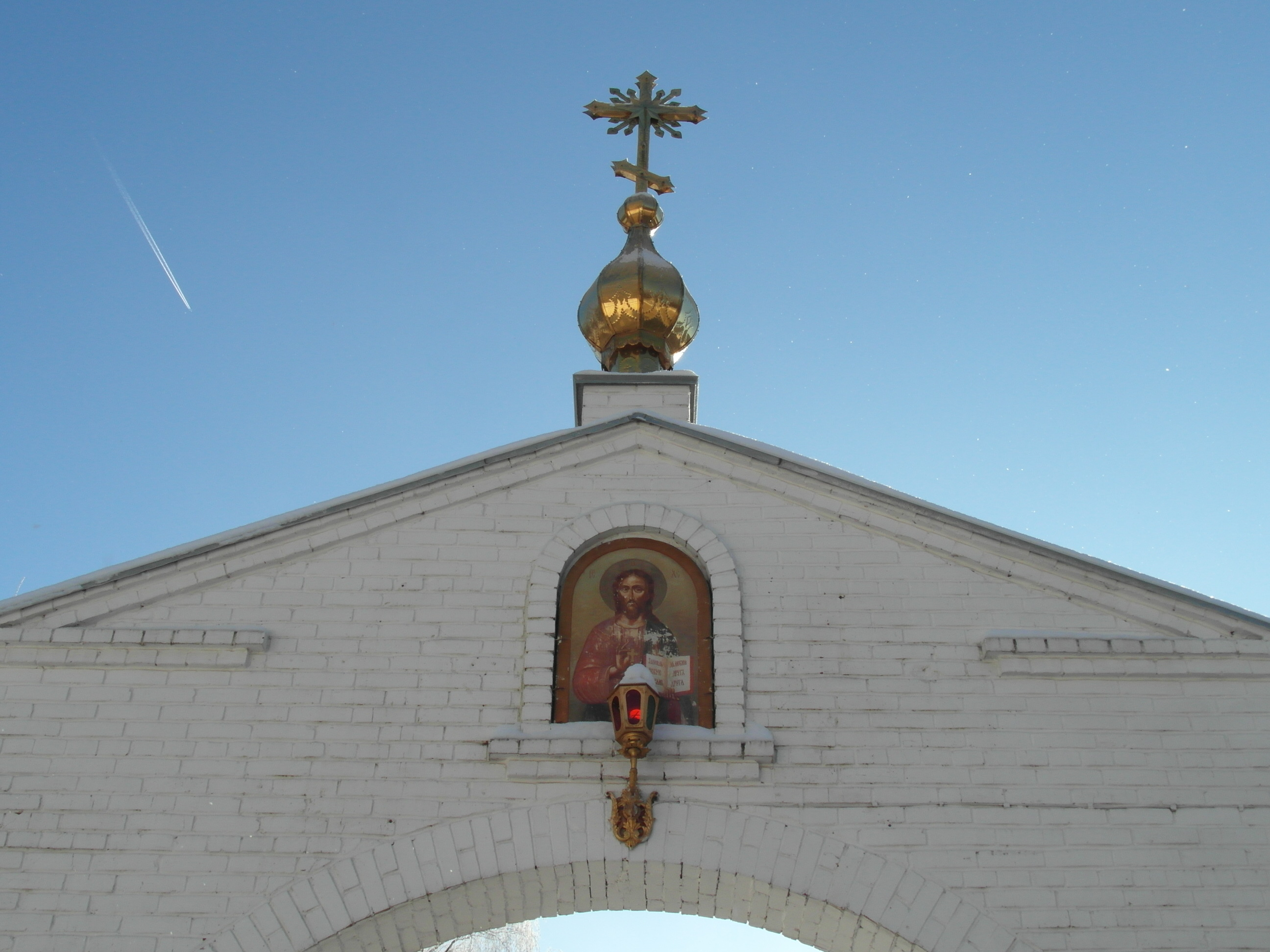
Ryska kors vid ingången till klostret i Novomoskovsk.
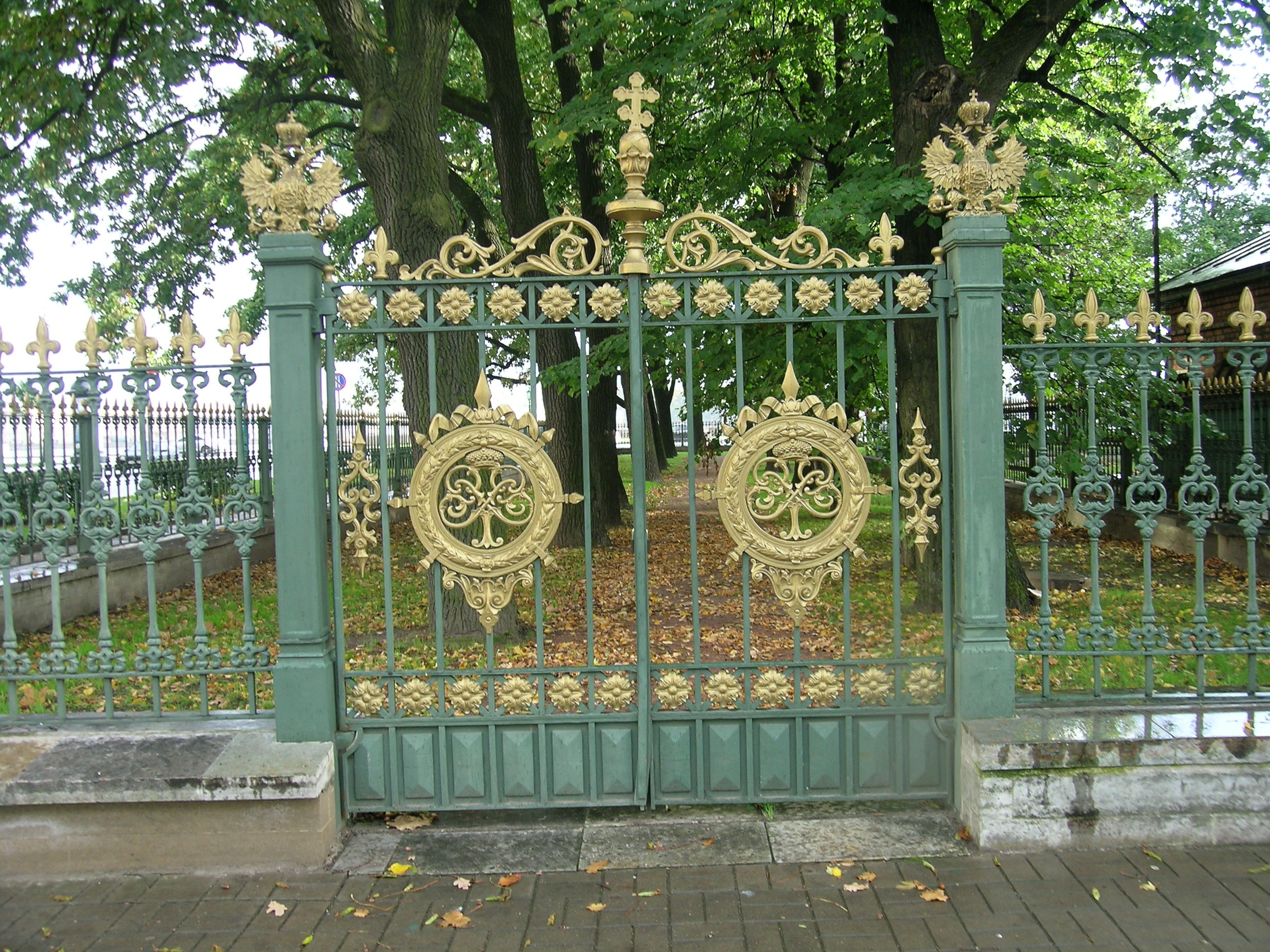
Ryska kors i Sankt Petersburg.
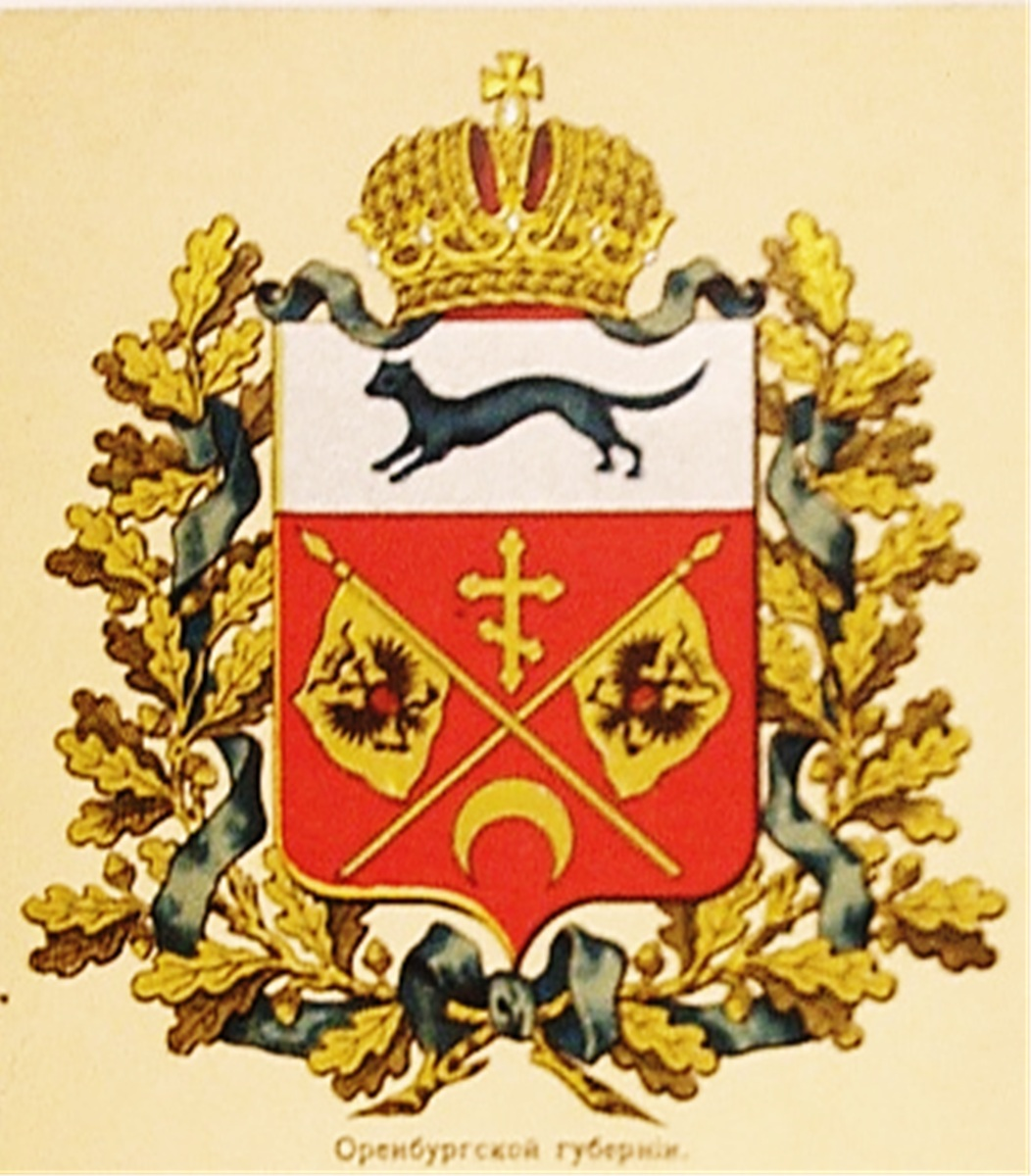
På guvernementet Orenburgs vapen (1856).
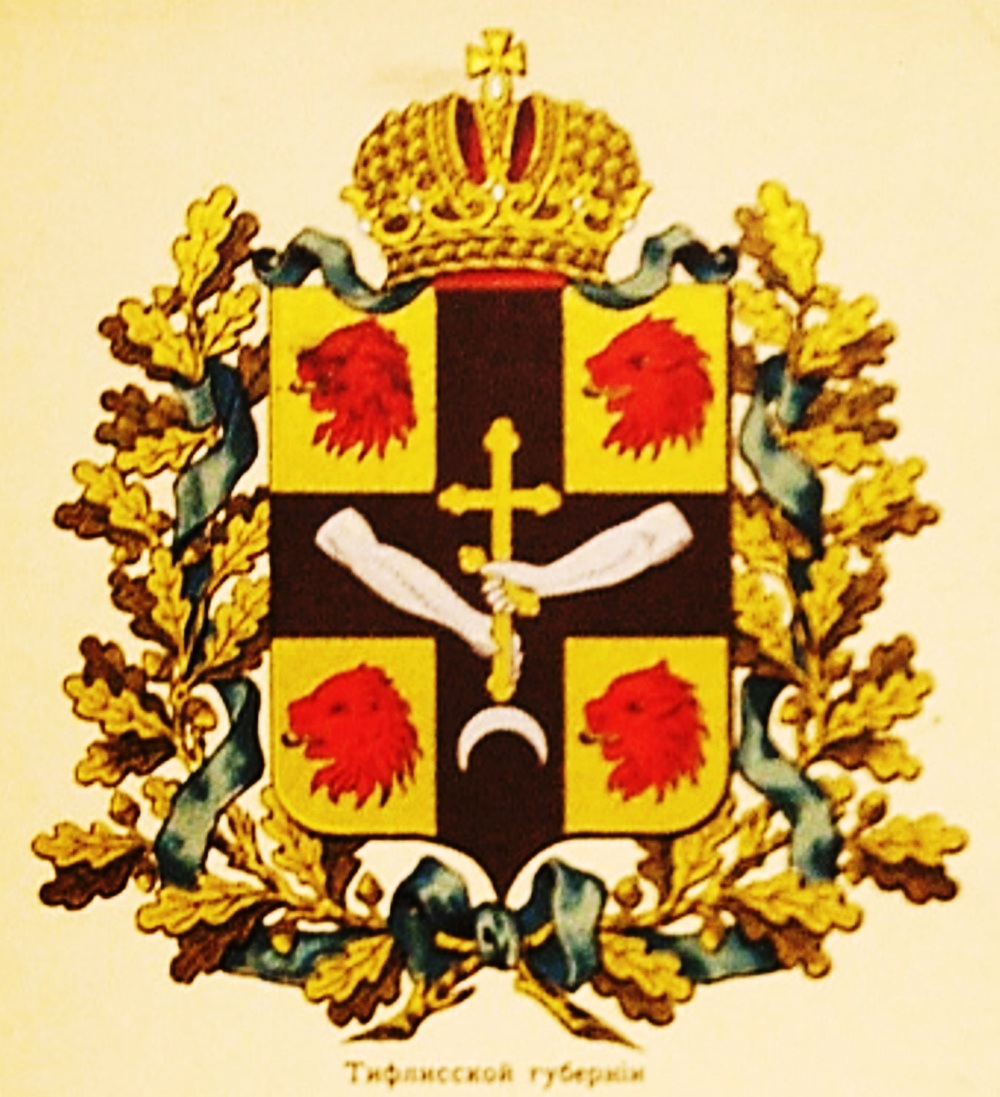
Guvernementet Tiflis vapen (1878, Kejsardömet Ryssland).
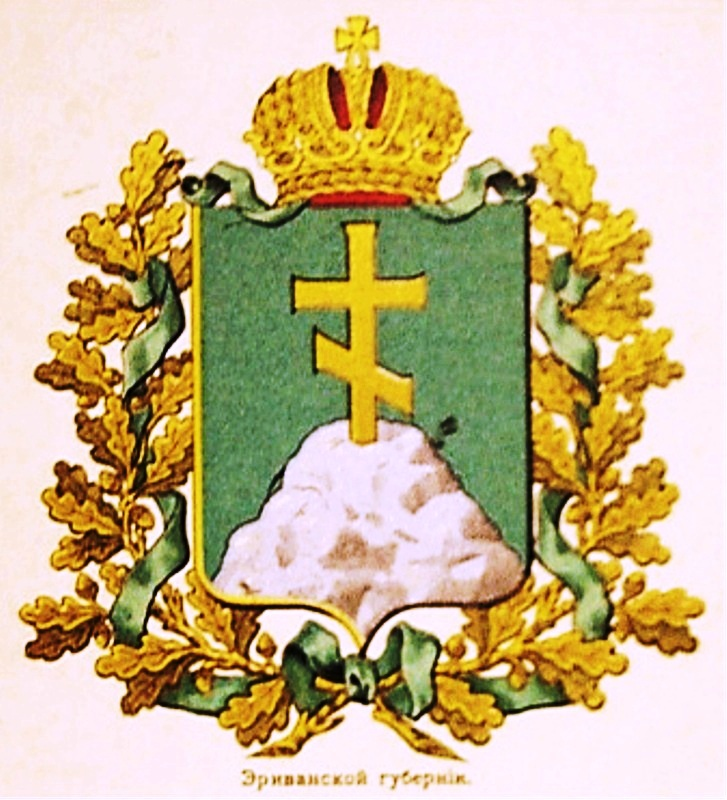
Guvernementet Erivan vapen (1878).
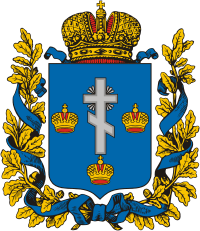
Ryskt kors på guvernementet Chersons vapen i (Kejsardömet Ryssland, 1800-talet).